# Ordre du Prince Branimir
 (janvier 2024).
 (janvier 2024).
La mise en forme du texte ne suit pas les recommandations de Wikipédia : il faut le « wikifier ».
Les points d'amélioration suivants sont les cas les plus fréquents. Le détail des points à revoir est peut-être précisé sur la page de discussion.
- Les titres sont pré-formatés par le logiciel. Ils ne sont ni en capitales, ni en gras.
- Le texte ne doit pas être écrit en capitales (les noms de famille non plus), ni en gras, ni en italique, ni en « petit »…
- Le gras n'est utilisé que pour surligner le titre de l'article dans l'introduction, une seule fois.
- L'italique est rarement utilisé : mots en langue étrangère, titres d'œuvres, noms de bateaux, etc.
- Les citations ne sont pas en italique mais en corps de texte normal. Elles sont entourées par des guillemets français : « et ».
- Les listes à puces sont à éviter, des paragraphes rédigés étant largement préférés. Les tableaux sont à réserver à la présentation de données structurées (résultats, etc.).
- Les appels de note de bas de page (petits chiffres en exposant, introduits par l'outil «  Source ») sont à placer entre la fin de phrase et le point final[comme ça].
- Les liens internes (vers d'autres articles de Wikipédia) sont à choisir avec parcimonie. Créez des liens vers des articles approfondissant le sujet. Les termes génériques sans rapport avec le sujet sont à éviter, ainsi que les répétitions de liens vers un même terme.
- Les liens externes sont à placer uniquement dans une section « Liens externes », à la fin de l'article. Ces liens sont à choisir avec parcimonie suivant les règles définies. Si un lien sert de source à l'article, son insertion dans le texte est à faire par les notes de bas de page.
- La présentation des références doit suivre les conventions bibliographiques. Il est recommandé d'utiliser les modèles {{Ouvrage}}, {{Chapitre}}, {{Article}}, {{Lien web}} et/ou {{Bibliographie}}. Le mode d'édition visuel peut mettre en forme automatiquement les références.
- Insérer une infobox (cadre d'informations à droite) n'est pas obligatoire pour parachever la mise en page.

Pour une aide détaillée, merci de consulter Aide:Wikification.
Si vous pensez que ces points ont été résolus, vous pouvez retirer ce bandeau et améliorer la mise en forme d'un autre article.
L'ordre du prince Branimir (croate : Red kneza Branimira) est la 6e médaille la plus importante décernée par la république de Croatie. L'ordre a été fondé le 1er avril 1995. La médaille est décernée pour l'excellence dans la promotion de la Croatie dans les relations internationales. Il porte le nom du prince Branimir de Croatie, célèbre prince croate qui a permis l’indépendance du pays.

## Récipidiendaires
- Alain Erlande-Brandenburg
- Alexander Scrymgeour
- Ante Kostelić
- Anvar Azimov (en)
- Équipe de Croatie de football à la Coupe du monde 2018
- Darko Bekić (en)
- Davor Ivo Stier
- Esther Gitman (en)
- Ivan Đikić (en)
- Johann Georg Reißmüller (en)
- Julian Grenfell (en)
- Juraj Priputen
- Karel Kühnl
- Maciej Szymański
- Mahi Nesimi
- Marin Barišić (en)
- Markiyan Lubkivsky (en)
- Mate Parlov
- Mike Moore
- Milan Moguš
- Mirko Šundov (en)
- Miroslav Blažević
- Miroslav Šeparović (en)
- Ratko Rudić
- Valter Matošević
- Orrin Hatch
- Fitzroy Maclean[3]
- Slobodan Lang
- W. Robert Kohorst (en)
- Wiesław Tarka (en)
- Shen Zhifei[4]
- Thomas Schultze
- Sandra Perković Elkasević
- Marko Perković
- Valentina Terechkova